# Alice Greene
Alice Norah Gertrude Greene (Upton, 15 oktober 1879 – Saint Brélade, 26 oktober 1956) was een tennisspeelster uit Engeland. Zij won een zilveren medaille op de Olympische Spelen van 1908 in Londen.

## Biografie

### Jeugd
Greene werd geboren in Upton (Northamptonshire) op 15 oktober 1879, als dochter van Richard Greene en Emma Rhodes. Haar vader Richard, geboren in de Verenigde Staten, was arts en hoofd van het graafschappelijk krankzinnigengesticht (Northampton county lunatic asylum) in Upton. Na enige tijd in Lewes (East Sussex) te hebben gewoond (waar zij golf speelde bij de Lewes Golf Club), verhuisde het gezin in 1911 naar het eiland Jersey, waar zij lid werd van de La Moye Golf Club.

### Tennisloopbaan
Hoewel Greene in 1902 deelnam aan Wimbledon, liet zij voor het eerst van zich horen op Wimbledon 1903, waar zij in het enkelspel de halve finale bereikte, die zij verloor van Ethel Thomson. Ook in 1904 bereikte zij op Wimbledon de halve finale, nu verliezend van Charlotte Sterry.
In oktober 1907 won Greene de enkelspeltitel op de London Covered Courts Championships in de Queen's Club – in de finale won zij van Gladys Eastlake Smith.
| Olympische Spelen 1908 In 1908 nam Greene deel aan de Olympische Spelen in Londen. Op het grastoernooi, dat werd gespeeld op de All England Club, verloor zij haar openingspartij van Agatha Morton. Op het overdekte toernooi, gespeeld op de Queen's Club, won zij een zilveren medaille in het enkelspel – in de finale verloor zij van Eastlake Smith. |

In februari 1909 won Greene de enkelspeltitel op de Monte Carlo Championships – in de finale versloeg zij de Duitse gravin Clara von der Schulenburg. Tijdens datzelfde toernooi bereikte zij de finale van het gemengd dubbelspel, samen met Major Ritchie. Tijdens haar achtste en laatste optreden op Wimbledon verloor zij haar openingspartij (in de tweede ronde) van de latere winnares, Dora Boothby.

### Latere jaren
Greene bleef wedstrijdtennissen tot na haar veertigste. Bovendien was zij actief in de golfsport – in 1924 nam zij nog deel aan het English Ladies’ Championship in Cooden Beach, East Sussex.
In 1956, kort na haar 77e verjaardag, overleed zij in het door haar vader gebouwde huis in Saint Brélade.
Haar zilveren Olympische medaille, alsmede de bronzen deelnemerspenning van de Olympische Zomerspelen 1908, werden in 2010/2011 geveild. De All England Club kocht de zilveren medaille voor £ 4.320.

## Palmares

### Finaleplaatsen enkelspel
| nr.              | finale     | toernooi                            | ondergrond | tegenstandster            | score          | ref     |
| ---------------- | ---------- | ----------------------------------- | ---------- | ------------------------- | -------------- | ------- |
| gewonnen finales |            |                                     |            |                           |                |         |
| 1.               | 1903-08-15 | East of England Championship        | gras       | Connie Wilson             | 6-3, 5-7, 7-5  |         |
| 2.               | 1905-08-19 | East of England Championship        | gras       | Marion Colbatch-Clark     | 8-6, 6-2       |         |
| 3.               | 1907-10-22 | London Covered Courts Championships | hout (i)   | Gwendoline Eastlake Smith | 2-6, 6-3, 10-8 |         |
| 4.               | 1909-02-27 | Monte Carlo Championships           | gravel     | Clara von der Schulenburg | 4-6, 6-2, 6-4  | [ 7 ]   |
| verloren finales |            |                                     |            |                           |                |         |
| 1.               | 1908-05-11 | Olympische Spelen, Londen           | hout (i)   | Gwendoline Eastlake Smith | 2-6, 6-4, 0-6  | details |

## Resultaten grandslamtoernooien
| Legenda | Legenda                          |
| ------- | -------------------------------- |
| g.t.    | geen toernooi gehouden           |
| l.c.    | lagere categorie                 |
| –       | niet deelgenomen                 |
| G       | uitgeschakeld in de groepsfase   |
| 1R      | uitgeschakeld in de eerste ronde |
| 2R      | uitgeschakeld in de tweede ronde |
| 3R      | uitgeschakeld in de derde ronde  |
| 4R      | uitgeschakeld in de vierde ronde |
| KF      | uitgeschakeld in de kwartfinale  |
| HF      | uitgeschakeld in de halve finale |
| F       | de finale verloren               |
| W       | het toernooi gewonnen            |
| w-v     | winst/verlies-balans             |

### Enkelspel
| Toernooi        | 1902 | 1903 | 1904 | 1905 | 1906 | 1907 | 1908 | 1909 | w-v |
| --------------- | ---- | ---- | ---- | ---- | ---- | ---- | ---- | ---- | --- |
| Australian Open | –    | –    | –    | –    | –    | –    | –    | –    | 0-0 |
| Roland Garros   | –    | –    | –    | –    | –    | –    | –    | –    | 0-0 |
| Wimbledon       | 2R   | HF   | HF   | 3R   | 3R   | KF   | 1R   | 2R   | 9-8 |
| US Open         | –    | –    | –    | –    | –    | –    | –    | –    | 0-0 |